# Staniszów
Staniszów (en allemand : Stonsdorf) est une localité polonaise de la gmina de Podgórzyn, située dans le powiat de Jelenia Góra en voïvodie de Basse-Silésie.

## Géographie
Le village se trouve dans la région historique de Basse-Silésie, à 9 kilomètres au sud de Jelenia Góra. Le territoire est situé dans une large vallée au pied des monts des Géants (Karkonosze), au milieu des Sudètes occidentales.

## Histoire

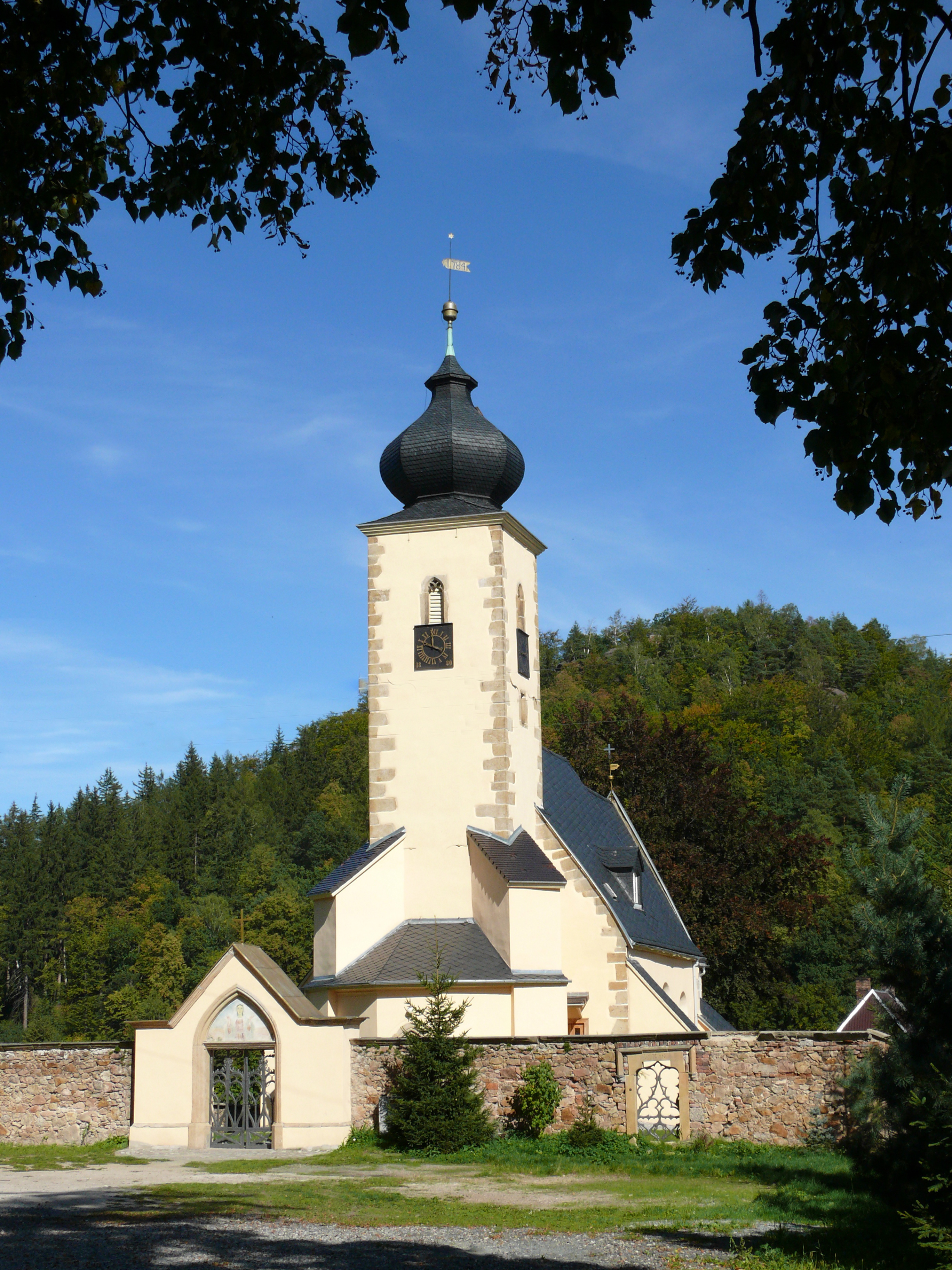
L'église de la Transfiguration.

Mentionné pour la première fois au début du XIVe siècle, le lieu appartenait au duché silésien de Schweidnitz-Jauer qui après le décès du duc Bolko II en 1368 reviendra aux souverains de Bohême. La veuve de Bolko, Agnès de Habsbourg, se réserve le droit de l'usufruit jusqu'à sa mort en 1392.
Le château de Stonsdorf, une maison forte du XVIe siècle, a été reconstruit dans un style baroque à partir de 1726. À la suite de la première guerre de Silésie, en 1742, la région est annexée de fait par le royaume de Prusse. En 1784, les domaines parvinrent dans la propriété de la maison princière des Reuss. Les nouveaux seigneurs ont fait aménager un parc généreux de style anglais.
Incorporé dans la province de Silésie à partir de 1815, le lieu fut conquis par l'Armée rouge à la fin de la Seconde Guerre mondiale et rattaché à la république de Pologne. La population germanophone restante était expulsée.